# Eupithecia conviva
Eupithecia conviva là một loài bướm đêm trong họ Geometridae.